# Michael Harner
Pour les articles homonymes, voir Harner.
Michael Harner (né le 27 avril 1929 à Washington D. C. et mort le 3 février 2018) est un anthropologue américain spécialiste du chamanisme traditionnel et de la pratique du chamanisme moderne.
Il est également le fondateur et le président de la FSS, dont le siège est à Mill Valley en Californie. La FSS est une organisation éducative internationale à but non lucratif fondée dans le but d’étudier, d’enseigner et de préserver les cultures et le savoir chamanique,.

## Biographie
Dès la fin des années 1950, Michael Harner a étudié et pratiqué le chamanisme parmi les Shuar (Jívaros), puis les Conibo et effectua de brefs séjours parmi quelques d'autres peuples  amérindiens (Haute-Amazonie, ainsi que chez les Pomo et les Salish de la Côte Nord-Ouest des États-Unis). Il déclare avoir été initié à la pratique dans ces peuples, comme il l'explique dans son ouvrage La Voie du Chamane, publié en 1980 aux États-Unis sous le titre The Way of the Shaman.
Parmi ses publications, La Voie du Chamane est considéré par ses admirateurs comme étant l'ouvrage qui a réintroduit le chamanisme en Occident. Michael Harner est d'ailleurs considéré comme l'un des pionniers développement du néo-chamanisme dans les pays occidentaux, et il enseigne sa vision du chamanisme de par le monde depuis plus de 30 ans. Deux autres auteurs ont joué un rôle important pour renouveler le regard occidental sur le chamanisme, Mircea Eliade (à partir de 1950) et Carlos Castaneda (dès 1968).
Ses recherches l'ont amené à définir le Core Shamanism (chamanisme essentiel/fondamental ou core chamanisme), qui synthétise ce que Harner considère être le tronc commun essentiel des techniques issues des traditions chamaniques, dans le but de les rendre utilisables et accessibles aux personnes de culture occidentale en décontextualisant les pratiques chamaniques. Des stages de core chamanisme sont proposés par sa Fondation, notamment en Suisse où se trouve l'antenne européenne de cette fondation.

## Ouvrages

### En français
- La Voie du Chamane. Un manuel de pouvoir et de guérison, Mama Éditions, 2011  (ISBN 978-2-84594-047-5)
- Caverne et cosmos. Rencontres chamaniques avec une autre réalité, Mama Éditions, 2014  (ISBN 978-2845940888)
- Les Jivaros, Payot, 2006  (ISBN 978-2-228-90144-4)
- Hallucinogènes et chamanisme [« Hallucinogens and shamanism »] (trad. de l'anglais par Yona Chavanne), Genève, Georg éditeur, coll. « Collection Terra magna », 1997, 223 p. (ISBN 2-8257-0582-9, BNF 37672138).

### En anglais
- The Jivaro: People of the Sacred Waterfalls, University of California Press, 1972.
- Hallucinogens and Shamanism, Oxford University Press, 1973.